# Avigdor Jicchaki
Avigdor Jicchaki (hebrejsky אביגדור יצחקי‎; 13. září 1949 – 5. dubna 2025) byl izraelský politik a poslanec Knesetu za stranu Kadima.

## Biografie
Narodil se 13. září 1949 v Tel Avivu. Vysokoškolské vzdělání bakalářského směru v oboru účetnictví získal na Telavivské univerzitě. Sloužil v izraelské armádě, kde získal hodnost plukovníka (Aluf Mišne). Hovoří hebrejsky a anglicky.

## Politická dráha
V izraelském parlamentu zasedl po volbách do Knesetu v roce 2006, ve kterých kandidoval za stranu Kadima. V letech 2006–2008 v Knesetu působil jako člen finančního výboru a výboru House Committee. Předsedal podvýboru pro úpravu zákonů. Byl předsedou poslaneckého klubu strany Kadima. Mandátu se vzdal v únoru 2008. V Knesetu ho nahradil Šlomo Mola.